# Armik
Armik Dashchi (persisch آرمیک دشچی) ist ein im Iran geborener spanischer Gitarrist armenischer Herkunft. Kompositorisch verbindet Armik lateinamerikanische Rhythmen wie Rumba oder Bossa Nova mit Stilmitteln des Flamencos. Er wurde von Billboard Magazine zu den Top Ten New Age Künstlern des Jahres 2005 gekürt. Sein wohl bekanntestes Lied ist Gypsy Flame aus dem Jahre 1995.

## Diskografie
- 1994 – Rain Dancer
- 1995 – Gypsy Flame (AUS: Gold)
- 1996 – Rubia
- 1997 – Malaga
- 1999 – Isla del Sol
- 2001 – Rosas del Amor
- 2002 – Lost In Paradise
- 2003 – Amor de Guitarra
- 2004 – Romantic Dreams
- 2004 – Piano Nights
- 2004 – Treasures
- 2005 – Cafe Romantico
- 2005 – Mar de Sueños
- 2006 – Mi Pasión
- 2006 – Christmas Wishes
- 2007 – Guitarrista
- 2007 – A Day In Brazil
- 2008 – Barcelona
- 2009 – Serenata
- 2010 – Besos
- 2012 – Casa De Amor
- 2012 – Reflections
- 2013 – Alegra
- 2013 – Flames of Love
- 2014 – Romantic Spanish Guitar, Volume 1
- 2014 – Mystify
- 2015 – Romantic Spanish Guitar, Volume 2
- 2015 – La Vida
- 2016 – Romantic Spanish Guitar, Volume 3
- 2017 – Enamor
- 2018 – Pacifica
- 2019 – Alchemy
- 2020 – Esta Guitarra (Five Songs)
- 2021 – Spanish Lover (EP: Five Songs)